# Потравлє
Потравлє (хорв. Potravlje) — населений пункт у Хорватії, у Сплітсько-Далматинській жупанії у складі громади Хрваце.

## Населення
Населення за даними перепису 2011 року становило 651 осіб.
Динаміка чисельності населення поселення:

## Клімат
Середня річна температура становить 12,54 °C, середня максимальна – 26,83 °C, а середня мінімальна – -2,16 °C. Середня річна кількість опадів – 927 мм.
| Клімат поселення                              | Клімат поселення | Клімат поселення | Клімат поселення | Клімат поселення | Клімат поселення | Клімат поселення | Клімат поселення | Клімат поселення | Клімат поселення | Клімат поселення | Клімат поселення | Клімат поселення | Клімат поселення |
| Показник                                      | Січ.             | Лют.             | Бер.             | Квіт.            | Трав.            | Черв.            | Лип.             | Серп.            | Вер.             | Жовт.            | Лист.            | Груд.            |                  |
| Середній максимум, °C                         | 9,24             | 9,82             | 12,98            | 16,73            | 21,48            | 25,42            | 26,83            | 26,73            | 22,29            | 17,59            | 12,43            | 9,55             |                  |
| Середня температура, °C                       | 3,54             | 4,10             | 7,28             | 11,02            | 15,77            | 19,72            | 22,45            | 22,33            | 17,88            | 13,19            | 8,05             | 5,15             |                  |
| Середній мінімум, °C                          | −2,16            | −1,6             | 1,56             | 5,32             | 10,07            | 14,01            | 18,06            | 17,94            | 13,50            | 8,81             | 3,66             | 0,77             |                  |
| Норма опадів, мм                              | 75               | 66               | 72               | 80               | 68               | 67               | 47               | 58               | 83               | 99               | 115              | 97               |                  |
| Середньомісячна швидкість вітру, м/с          | 1.84             | 2.14             | 2.38             | 2.31             | 2.09             | 1.83             | 1.84             | 1.71             | 1.82             | 1.82             | 2.12             | 2.12             |                  |
| Середньомісячна сонячна радіація, кДж/м²·день | 5316             | 8081             | 11758            | 16118            | 19903            | 22462            | 24222            | 21324            | 15784            | 10248            | 5816             | 4535             |                  |
| --------------------------------------------- | ---------------- | ---------------- | ---------------- | ---------------- | ---------------- | ---------------- | ---------------- | ---------------- | ---------------- | ---------------- | ---------------- | ---------------- | ---------------- |
| Джерело:                                      |                  |                  |                  |                  |                  |                  |                  |                  |                  |                  |                  |                  |                  |